# Wieliczka (gmina)
Wieliczka – gmina miejsko-wiejska w województwie małopolskim, w powiecie wielickim. W latach 1975–1998 gmina położona była w województwie krakowskim. Leży na południowy wschód od Krakowa, zajmując obszar 100,1 km². Jej strukturę administracyjną tworzą: miasto Wieliczka oraz 29 sołectw.
Siedzibą władz gminy (oraz władz powiatu wielickiego) jest miasto Wieliczka.
Obszar wiejski gminy (tzn. tereny poza miastem Wieliczka) jest najludniejszym takim obszarem na terenie gminy miejsko-wiejskiej w Polsce.

## Demografia
Według danych z 31 grudnia 2020 gminę zamieszkiwało 58 687 osób.

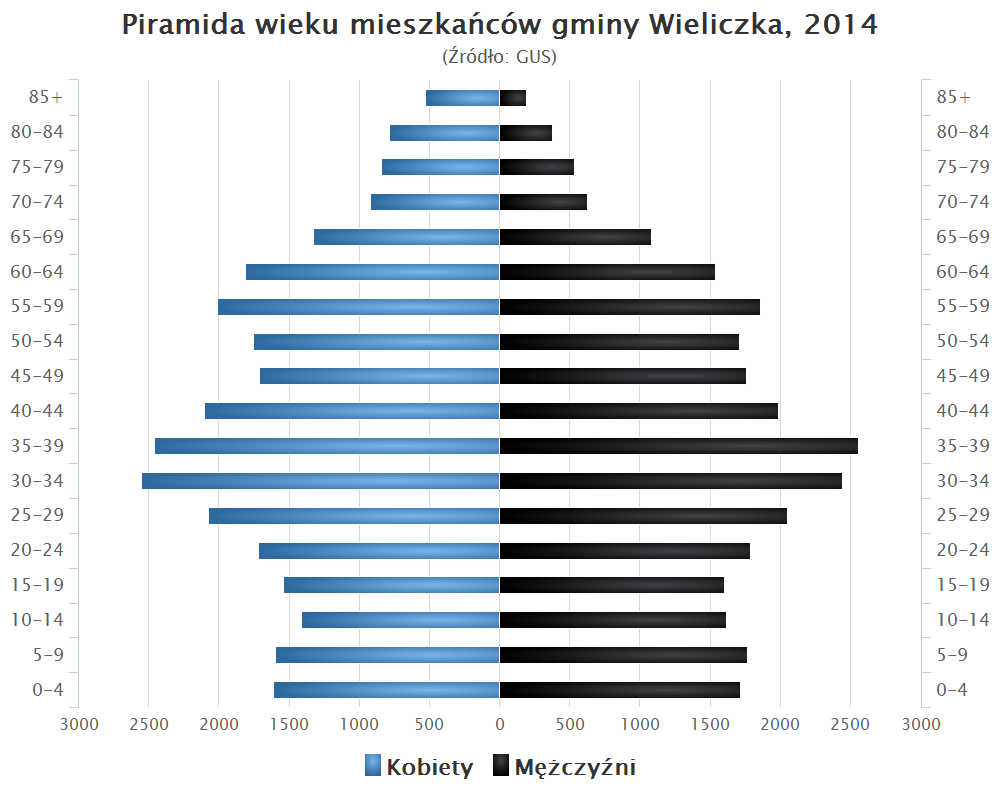
Piramida wieku mieszkańców gminy Wieliczka w 2014 roku

| Opis                              | Ogółem | Ogółem | Mężczyźni | Mężczyźni | Kobiety | Kobiety |
| --------------------------------- | ------ | ------ | --------- | --------- | ------- | ------- |
| jednostka                         | osób   | %      | osób      | %         | osób    | %       |
| populacja                         | 51 591 | 100    | 25 015    | 48,49     | 26 576  | 51,51   |
| gęstość zaludnienia (mieszk./km²) | 515,39 | 515,39 | 249,91    | 249,91    | 265,48  | 265,48  |

## Zatrudnienie
Rynek pracy pozarolniczej tworzą miejscowe zakłady przemysłowe, przedsiębiorstwa o profilu produkcyjno-usługowym, usługi (handel, gastronomia, itd.) oraz instytucje i urzędy publiczne. Większość mieszkańców pracuje w Krakowie.

## Turystyka
Przez teren gminy przebiegają szlaki turystyczne:
Szlak  żółty turystyki pieszej i rowerowej, Wieliczka – Dobczyce.
Z Wieliczki szlak wiedzie obok Zamku Żupnego, kościoła św. Klemensa przez Rynek Górny do kościoła św. Sebastiana i dalej przez Lednicę Górną, Chorągwicę, Dobranowice, Żakową, Hucisko, Rudnik, Dziekanowice i Przymiarki na Stary Rynek do Dobczyc. Prowadzi on turystę wzniesieniami o licznych, ciekawych punktach widokowych, m.in. Chorągwica, przysiółek Granie k. Dobczyc. Szlak posiada znaczne walory krajobrazowe oraz Szlak rowerowy – 23 km po Pogórzu Wielickim. Punkty widokowe zlokalizowane są w miejscowościach Pawlikowice, Raciborsko, Biskupice, Tomaszkowice. Dodatkowo szlakiem objęto Sierczę z uwagi na to, iż od końca XVI wieku do 1. połowy wieku XVIII znajdujący się tam budynek, był posiadłością znanego rodu Lubomirskich, usytuowany w otoczeniu zabytkowego parku, którego drzewostan zaliczony został do grona pomników przyrody. Trasa posiada wiele atrakcji w zależności od indywidualnych zainteresowań.
Do atrakcji turystycznych należy zaliczyć:
- Izbę Regionalną w Gorzkowie,
- fermę strusi w Gorzkowie,
- stadninę koni w Sierczy,
- rekreacyjną jazdę konną (kuce) w Sierczy,
- wynajem powozów i bryczek (hucuły) na Grabówkach.

## Sołectwa
Brzegi, Byszyce, Chorągwica, Czarnochowice, Dobranowice, Golkowice, Gorzków, Grabie, Grabówki, Grajów, Jankówka, Janowice, Kokotów, Koźmice Małe, Koźmice Wielkie, Lednica Górna, Mała Wieś, Mietniów, Pawlikowice, Podstolice, Raciborsko, Rożnowa, Siercza, Strumiany, Sułków, Sygneczów, Śledziejowice, Węgrzce Wielkie, Zabawa.

## Religia
- Kościół rzymskokatolicki: 17 parafii
- Świadkowie Jehowy: dwa zbory[2]
- Parafia Ewangelicko-Augsburska w Krakowie (filia)
- Kościół Chrześcijan Baptystów w RP – placówka w Wieliczce należy do I Zboru Kościoła Chrześcijan Baptystów w Krakowie

## Sąsiednie gminy
Biskupice, Dobczyce, Gdów, Kraków, Niepołomice, Siepraw, Świątniki Górne. Na północnym zachodzie gmina graniczy z Krakowem, na zachodzie z gminami Świątniki Górne i Siepraw, na południu z gminami Dobczyce i Gdów, na wschodzie z gminami Biskupice i Niepołomice.

## Miasta partnerskie
- Czechy Litovel
- Niemcy Bergkamen
- Włochy Sesto Fiorentino
- Francja Saint-André-lez-Lille